# Le Mesnil-Caussois
Le Mesnil-Caussois är en kommun i departementet Calvados i regionen Normandie i norra Frankrike. Kommunen ligger i kantonen Saint-Sever-Calvados som ligger i arrondissementet Vire. År 2018 hade Le Mesnil-Caussois 117 invånare.

## Befolkningsutveckling
Antalet invånare i kommunen Le Mesnil-Caussois
Referens:INSEE